# Jana Pechanová
Jana Pechanová (Rakovník, 3 de março de 1991) é uma maratonista aquática checa.

## Carreira

### Rio 2016
Pechanová competiu nos 10 km feminino nos Jogos Olímpicos de Verão de 2016, ficando na 19ª colocação.